# 拉贝热芒德屈斯里
拉贝热芒德屈斯里（法語：L'Abergement-de-Cuisery，法語發音：[labɛʁʒəmɑ̃ də kɥizʁi]）是法国索恩-卢瓦尔省的一个市镇，属于卢昂区。

## 地理
拉贝热芒德屈斯里（46°34'42"N, 4°57'36"E）面积7.96 平方千米，位于法国勃艮第-弗朗什-孔泰大區索恩-卢瓦尔省，该省份为法国中部省份，北起顺时针与科多尔省、汝拉省、安省、罗讷省、卢瓦尔省、阿列省和涅夫勒省接壤。
与拉贝热芒德屈斯里接壤的市镇（或旧市镇、城区）包括：锡芒德尔、屈斯里、拉克罗、卢瓦西、普雷蒂。

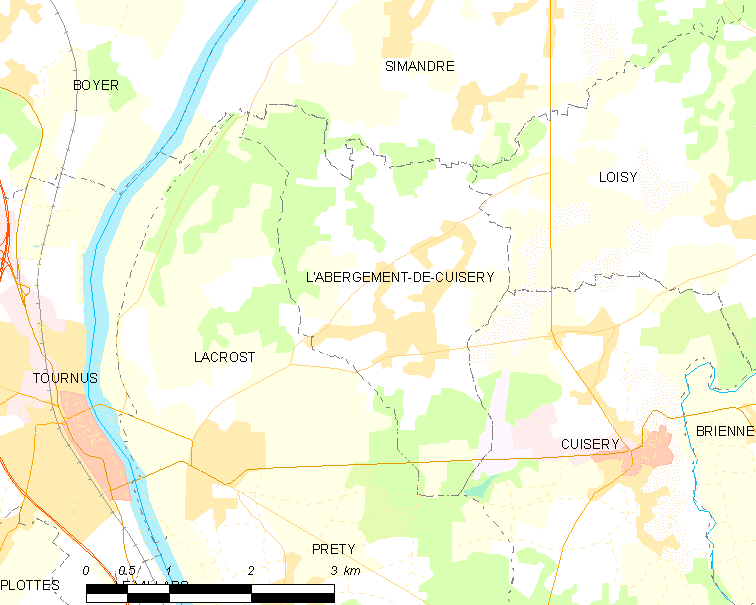
拉贝热芒德屈斯里的OSM定位图

拉贝热芒德屈斯里的时区为UTC+01:00、UTC+02:00（夏令时）。

## 行政
拉贝热芒德屈斯里的邮政编码为71290，INSEE市镇编码为71001。

## 政治
拉贝热芒德屈斯里所属的省级选区为屈索县。

## 人口

1962-2008年间拉贝热芒德屈斯里人口变化图示

拉贝热芒德屈斯里于2022年1月1日时的人口数量为811人。